# ویتاسکوپ

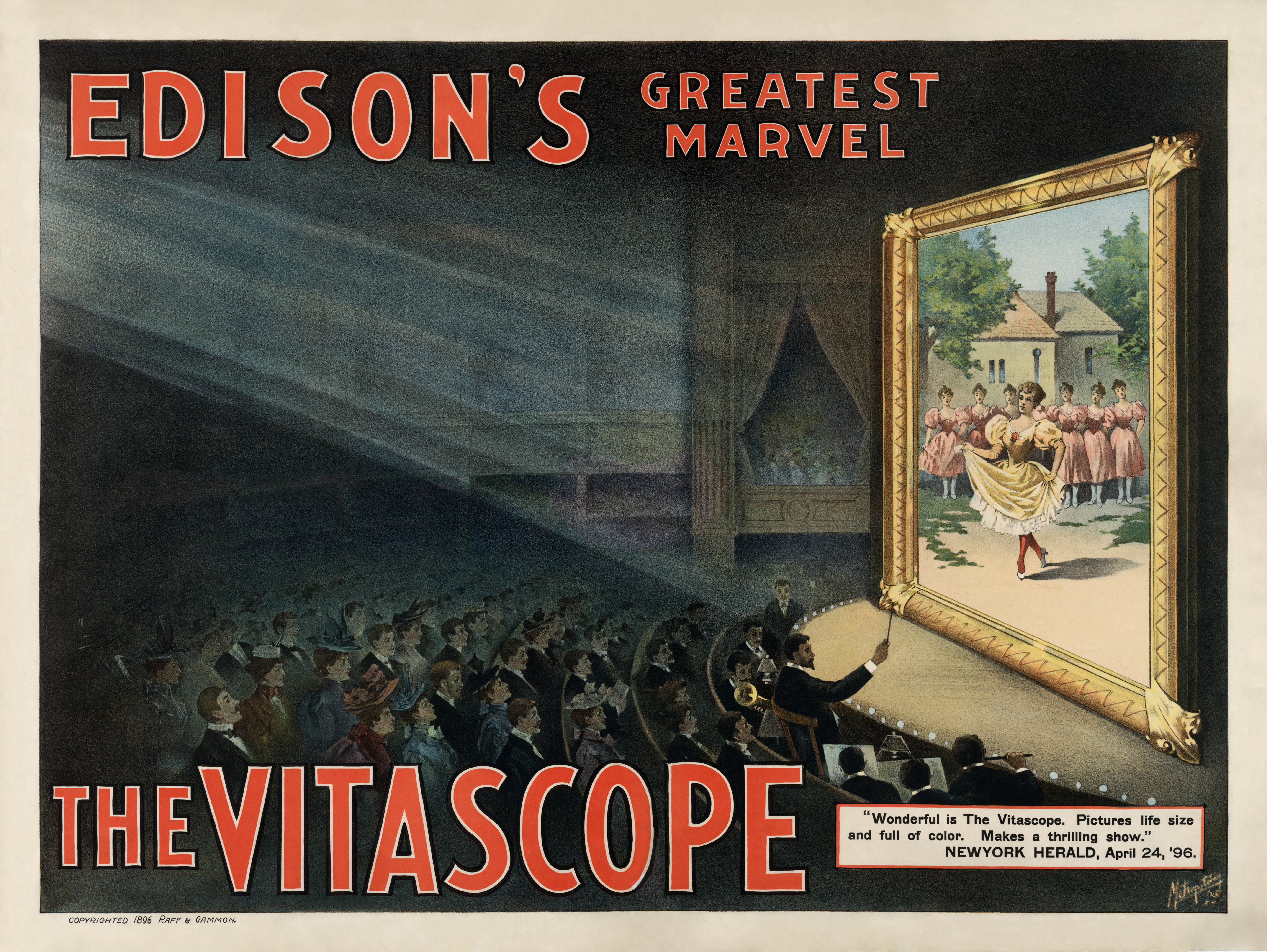
پوستر تبلیغی ویتاسکوپ (۱۸۹۶)

ویتاسکوپ (انگلیسی: Vitascope) اولین پروژکتور فیلم بود که در سال ۱۸۹۵ توسط چارلز فرانسیس جنکینز و توماس آرمات به نمایش درآمد. آنها اصلاحاتی را در فانتوسکوپ جنکینز انجام دادند تا تصویر به وسیله پروژکتور از طریق فیلم و نور بر روی دیوار یا صفحه بزرگ به نمایش درآید. ویتاسکوپ در واقع یک پروژکتور بزرگ برقی بود که بوسیله نور تصویر را نشان می‌داد. تصاویر متحرک در اصل با مکانیسم کینتوسکوپ روی فیلم ژلاتینی بهٰ‌صورت متناوب قرار می‌گرفتند به‌طوریکه از طریق باز و بسته شدن شاتر با سرعت پنجاه فریم در ثانیه فیلم‌های منفی تولید می‌شد و از این طریق تصاویر جدید به نمایش درمی‌آمد. این دستگاه می‌توانست تا ۳۰۰۰ فیلم منفی در دقیقه تولید کند. جنکینز با فانتوسکوپ خود و قبل از همکاری با آرمات، اولین فیلم مستند فیلم‌برداری شده متحرک خود را در ژوئن ۱۸۹۴ در ریچموند، ایندیانا به نمایش گذاشت.
آرمات به‌طور مستقل فانتوسکوپ را به شرکت کینتوسکوپ فروخت. این شرکت به زودی متوجه شد که کینتوسکوپ آنها پیشرفت سریعی داشته و همین زمینه‌ساز پیشرفت تکنیک در فیلم‌های سینمایی اولیه شد (تاریخچه سینما). تا سال ۱۸۹۷، فقط دو سال پس از نشان دادن ویتاسکوپ، این فناوری برای توزیع در سطح ملی به تصویب رسید. هاوایی و تگزاس نخستین ایالاتی بودند که ویتاسکوپ را در نمایشگاه‌های خود استفاده کردند.
ویتاسکوپ متعاقباً با علامت اختصاری تجاری خود در ۱۹۳۰ توسط برادران وارنر برای نمایش در (صفحه عریض) مورد استفاده قرار گرفت؛ و اولین فیلم‌ها از جمله نغمه شعله، مورد استفاده قرار گرفت. برادران وارنر در تلاش بودند تا با سایر فرایندهای صفحه گسترده مانند ماگناسکوپ، صفحه عریض، نمایش طبیعی (که هیچ ربطی به فیلم ۳ بعدی که بعدها مورد استفاده قرار گرفت نداشت) از جمله با فاکس گراندی رقابت کنند.